# Angus Young
Angus McKinnon Young (ur. 31 marca 1955 w Glasgow) – urodzony w Szkocji australijski muzyk, gitarzysta i współzałożyciel zespołu AC/DC. Jest jego członkiem od jego założenia w 1973, wraz z nim wydał 17 albumów studyjnych. Young jest znany z energicznego zachowania na scenie podczas koncertów, występowania w strojach wzorowanych na szkolnych mundurkach i popularyzacji wśród fanów rocka kroku Duck Walk.
W 2003 został sklasyfikowany na 96, a w roku 2011 na 24. miejscu listy 100 najlepszych gitarzystów wszech czasów magazynu Rolling Stone. W 2009 roku został sklasyfikowany na 6. miejscu listy 50 najlepszych heavymetalowych frontmanów wszech czasów według Roadrunner Records.

## Życiorys
Angus Young urodził się w Szkocji w rodzinie Williama i Margaret Youngów. W 1963 przeniósł się wraz z rodziną do Australii gdzie w wieku 15 lat ukończył szkołę. Pod wpływem starszego brata rozwinęły się w nim zainteresowania muzyczne. Wszystko rozpoczęło się kiedy z okazji świąt matka kupiła Angusowi i starszemu bratu – Malcolmowi gitary akustyczne. Angus szukał dla siebie drogi życiowej ćwicząc zawzięcie chwyty i akordy Chucka Berry’ego, naśladując grę takich sław jak Elvis Presley i Robert Johnson. Poproszony przez swojego starszego brata, Malcolma o dołączenie do zespołu, zgodził się.
Pasją Angusa jest malowanie krajobrazów. Należy do zdeklarowanych przeciwników alkoholu i narkotyków, jest jedynie palaczem tytoniu. Podczas koncertów prezentuje swój „Duck Walk” („kaczy chód”). W jego grze widać duży wpływ bluesa. Wpływ na jego grę mieli tacy gitarzyści jak: Chuck Berry, Muddy Waters. Znany jest z charakterystycznego szkolnego mundurka, grania i jednocześnie udawania porażonego prądem, leżąc na scenie np. podczas dynamicznej końcówki utworu.

## Instrumentarium
| Gitary - Gibson SG Standard - Gibson SG Custom Wzmacniacze - Marshall JTM45s - Marshall JTM50s - Marshall JMP50s | Kolumny głośnikowe - Marshall 4x12 Cabinets 1982 - Marshall 4x12 Cabinets 1960 Struny i kostki gitarowe - Ernie Ball Strings 10-46 gauge oraz 9-42 (super slinkys) - Fender extra heavy picks (1,1 mm) |

## Nagrody i wyróżnienia
- 2006 – Kerrang! Legend – Angus Young – Kerrang! Awards – Laur[9]
- W 2022 roku na jego cześć nazwano gatunek pająka Extraordinarius angusyoungi[10].